# Charles Ruthenberg

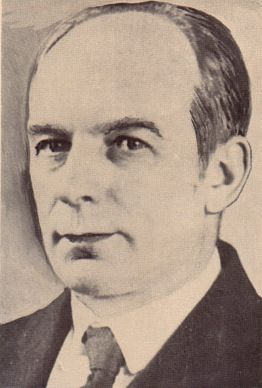
C.E. Ruthenberg w 1924

Charles Emil Ruthenberg (ur. 9 lipca 1882 w Cleveland, zm. 2 marca 1927 w Chicago) - działacz amerykańskiego ruchu komunistycznego, jeden z założycieli i pierwszy przywódca Komunistycznej Partii Stanów Zjednoczonych.

## Życiorys
Był synem niemieckiego imigranta. Po ukończeniu szkoły w 1896, Charles rozpoczął pracę w księgarni, dokształcając się na kursach wieczorowych z zakresu buchalterii. W 1909 ukończył studia prawnicze w Columbia Law School. 
W 1908 rozpoczął działalność polityczną, rok później wstąpił do Socjalistycznej Partii Ameryki. W 1911 awansował do komitetu wykonawczego partii w stanie Ohio. W tym czasie wydawał lokalne pisma - The Cleveland Socialist i Socialist News, pisywał także do czasopisma The Ohio Socialist. W latach 1910–1918 był regularnie wystawiany przez swoją partię do wyborów lokalnych, w 1918 był kandydatem do Kongresu.
W czasie I wojny światowej sporo podróżował po kraju, przemawiając do działaczy ruchu związkowego, a także do pacyfistów, sprzeciwiających się udziałowi USA w wojnie. Działalność antywojenna była powodem jego aresztowania w maju 1917 i skazania na rok więzienia. 
Po opuszczeniu więzienia w grudniu 1918, przeszedł na pozycje skrajnie lewicowe w partii, identyfikując się z grupą imposybilistów, domagających się przemian o charakterze rewolucyjnym. Ważnym wydarzeniem w jego życiu była demonstracja 1 maja 1919 w Cleveland, która zakończyła się bitwą z policją. (The Cleveland May Day Riot). Przekonanie o zbliżającej się rewolucji sprawiło, że poparł manifest, autorstwa Louisa Frainy, z którym identyfikowały się najbardziej radykalni działacze socjalistyczni. Konwencja tej grupy zebrała się w Chicago i 1 września 1919 powołała do życia Komunistyczną Partię Ameryki. Ruthenbergowi powierzono funkcję sekretarza wykonawczego partii. Jeden z jego politycznych rywali Alfred Wagenknecht stanął w tym czasie na czele konkurencyjnej Komunistycznej Partii Pracy. Rywalizacja obu ugrupowań zakończyła się w kwietniu 1920 na zjeździe zjednoczeniowym, na którym powołano do życia Zjednoczoną Partię Komunistyczną. Kontrolę nad partią przejął Wagenknecht, a Ruthenberg w 1920 trafił do więzienia, wraz ze swoim przyjacielem Isaacem Fergusonem. Oskarżony o działalność antypaństwową został skazany na 5 lat więzienia, ale wyszedł na wolność 24 kwietnia 1922, po wpłaceniu kaucji. Sąd Najwyższy Stanów Zjednoczonych ostatecznie anulował akt oskarżenia przeciwko Ruthenbergowi.
W 1922 partia komunistyczna po raz kolejny podzieliła się na kilka rywalizujących ze sobą frakcji - Ruthenberg stanął na czele Robotniczej Partii Ameryki (Workers Party of America), którą kierował do śmierci. Zmarł wskutek pęknięcia wyrostka robaczkowego. Jego ciało spopielono, a urnę z prochami pogrzebano pod murem Kremla moskiewskiego, w pobliżu jego konkurenta Johna Reeda.
Był żonaty (żona Rosaline Nickel, także pochodziła z rodziny niemieckich imigrantów), miał syna Daniela.